# Final Battle (2016)
Pour les articles homonymes, voir Final Battle.
L'édition 2016 de Final Battle est une manifestation de catch (lutte professionnelle) en paiement à la séance, produite par la fédération américaine Ring of Honor (ROH), initialement diffusée en haute définition et en direct sur le câble et via satellite, aux États-Unis. Elle est également disponible en ligne, sur le site d'hébergement de vidéos Ustream. Le pay-per-view (PPV) s'est déroulé le 2 décembre 2016 au Hammerstein Ballroom à New York, dans l'État de New York. Ce pay-per-view est considéré comme l'un des plus gros succès de la fédération. Pour cette 15e édition de Final Battle, le champion en titre Adam Cole est présenté en vedette de l'affiche promotionnelle.

## Production
| Autre personnel de la ROH présent | Autre personnel de la ROH présent |
| Rôle                              | Nom                               |
| --------------------------------- | --------------------------------- |
| Commentateurs                     |                                   |
| Kevin Kelly (en)                  |                                   |
| Steve Corino                      |                                   |
| Nigel McGuinness                  |                                   |
| Ian Riccaboni (en)                |                                   |
| Annonceur de ring                 | Bobby Cruise                      |
| Correspondants                    | Larry Mercer                      |
| Correspondants                    | Mandy Leon                        |

Le 15 juin, la Ring of Honor a décidé que ce pay-per-view diffusé en direct et en haute définition sur le câble et le satellite, ainsi que sur le site de partages vidéo Ustream, le 2 décembre 2016. Contrairement à l'année dernière, où le spectacle se déroulait dans la ville de Philadelphie, cette édition retournera cette année à New York, au Hammerstein Ballroom. La durée prévue est d'environ trois heures, et le coût de l'événement est annoncé à 34,95 $ en paiement à la séance. Pour cela, la fédération déploie une liste de 63 fournisseurs, notamment DirecTV, Dish Network et Bell Canada Satellite, qui diffuseront cet évènement à travers les États-Unis et le Canada.
Afin d'éviter toute concurrence, le spectacle se déroule deux jours avant le pay-per-view de la WWE, TLC 2016.

## Contexte
Les spectacles de la Ring of Honor en paiement à la séance sont constitués de matchs aux résultats prédéterminés par les scénaristes de la ROH. Ces rencontres sont justifiées par des storylines - une rivalité avec un catcheur, la plupart du temps - ou par des qualifications survenues au cours de shows précédant l'évènement. Tous les catcheurs possèdent un gimmick, c'est-à-dire qu'ils incarnent un personnage face (gentil) ou heel (méchant), qui évolue au fil des rencontres. Un pay-per-view comme Final Battle est donc un événement tournant pour les différentes storylines en cours.

### Adam Cole contre Kyle O'Reilly

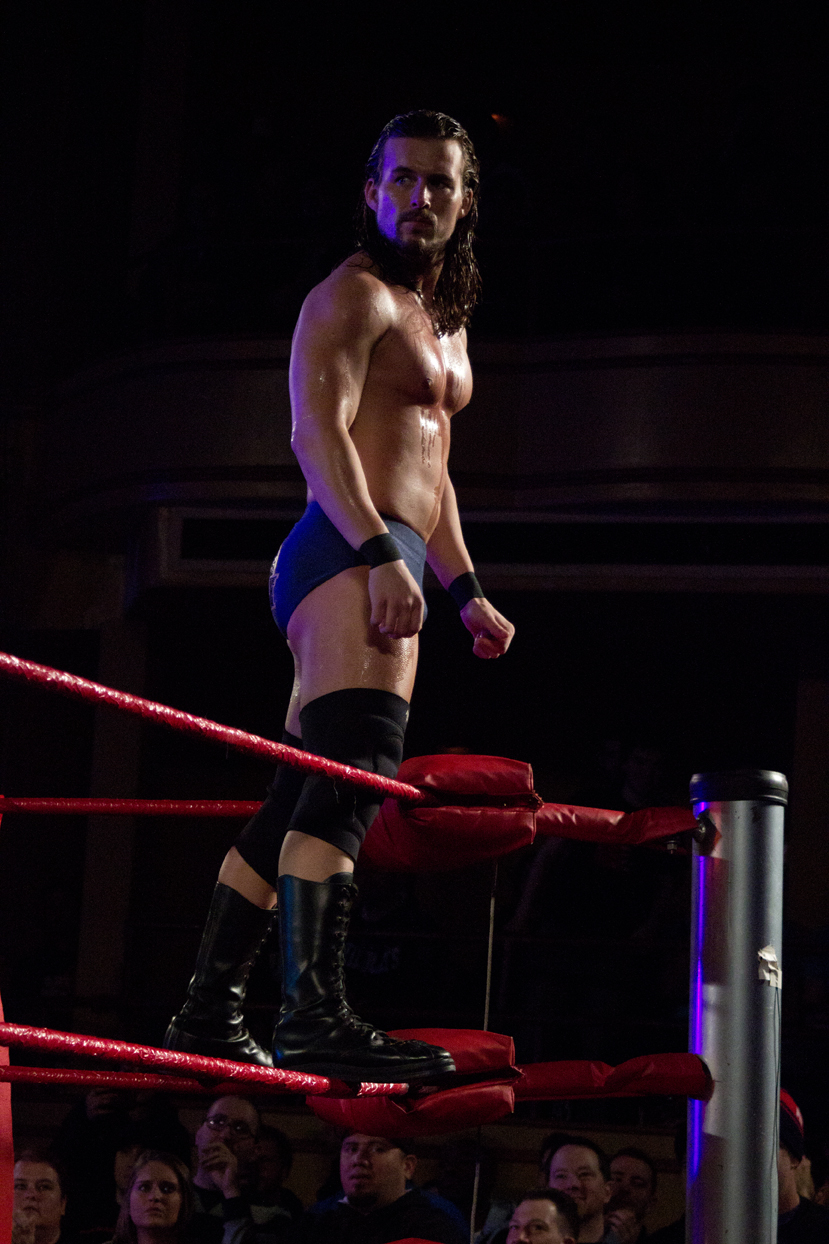
Adam Cole mettra fin à sa rivalité de plus d'un an contre Kyle O'Reilly en défendant son titre mondial de la ROH.

Depuis plus d'un an, Adam Cole et Kyle O'Reilly sont ennemis, à la suite d'une trahison d'Adam Cole, empêchant Kyle O'Reilly de remporter le titre mondial de la ROH face à Jay Lethal. Lors de la précédente édition, Adam Cole a pris le dessus sur Kyle O'Reilly. Entretemps, Adam Cole a battu Jay Lethal lors de Death Before Dishonor XIV pour le gain du championnat du monde de la ROH. Cette fois-ci, Kyle O'Reilly compte bien prendre sa revanche en affrontant Adam Cole pour le titre mondial.

### The Kingdom contre Kushida, Lio Rush et Jay White
Début 2016,Matt Taven a annoncé son intention de reformer le Kingdom après le départ de Adam Cole qui a rejoint le Bullet Club et de Michael Benett et Maria Kanellis qui n'ont pas renouvelés leurs contrats après Final Battle 2015.
Un tournoi pour désigner les tout premiers ROH-6-Man Tag Team a été mis en place en Novembre et plusieurs factions (dont le Kingdom) participent au tournoi avec un roulement de quart de finale, demi-finale, finale où il a été annoncé que cette dernière aura lieu à Final Battle.
Le Kingdom va éliminer consécutivement le Bullet Club (Adam Cole et les Young Bucks) et la Team CMLL et va affronter en finale l'équipe composée de Jay White, Kushida, et Lio Rush (ce dernier remplace ACH qui s'est blessé peu avant) qui ont, eux, éliminés The Briscoes et Toru Yano, et le Cabinet par la suite.

### The Young Bucks contre Briscoe Brothers
Au cours de All Star Extravaganza VIII, les Young Bucks remportent les titres mondiaux par équipe en battant The Addiction et Motor City Machine Guns dans un match de l'échelle. Lors de Glory by Honor XV, ils se sont opposés dans le match rituel entre l'équipe des champions et l'équipe "All-Stars", qui s'est conclut en "No-Contest". Il est annoncé que les Briscoe Brothers affronteront les Young Bucks pour les ceintures par équipe au cours de cet évènement.

## Matchs
| #                                                                | Matchs | Stipulation                                                             | Durée |
| ---------------------------------------------------------------- | --- | ----------------------------------------------------------------------- | ----- |
| Dark                                                             | Cheeseburger (en) & Will Ferrara (en) battent The Tempura Boyz (Sho Tanaka & Yohei Komatsu)                                                    | Match par équipe                                                        |       |
| 1                                                                | The Rebellion (en) (Rhett Titus, Kenny King et Caprice Coleman) battent Motor City Machine Guns (Alex Shelley et Chris Sabin) et Donovan Dijak | Six-Man Tag Team match                                                  | 12:22 |
| 2                                                                | Silas Young (avec The Beer City Bruiser) bat Jushin Thunder Liger                                                                              | Match simple                                                            | 11:04 |
| 3                                                                | Dalton Castle (avec The Boys) bat Colt Cabana                                                                                                  | Match simple                                                            | 10:22 |
| 4                                                                | Cody bat Jay Lethal | Match simple                                                            | 13:15 |
| 5                                                                | The Kingdom (Matt Taven, T.K. O'Ryan (en) et Vinny Marseglia) battent Lio Rush, Kushida et Jay White (en)                                      | Six-Man Tag Team match pour les ROH World Six-Man Tag Team Championship | 15:25 |
| 6                                                                | Marty Scurll (c) bat Will Ospreay et Dragon Lee                                                                                                | Three Way match pour le ROH World Television Championship               | 10:46 |
| 7                                                                | The Young Bucks (Nick Jackson et Matt Jackson (c) battent The Briscoe Brothers (Jay Briscoe et Mark Briscoe)                                   | Match par équipe pour les ROH World Tag Team Championship               | 15:37 |
| 8                                                                | Kyle O'Reilly bat Adam Cole (c) | No Disqualification match pour le ROH World Championship                | 18:48 |
| (c) désigne le(s) champion(s) défendant son titre dans le match. | |                                                                         |       |